# Ust´-Dżylinda
Ust´-Dżylinda (ros. Усть-Джилинда) – osiedle w Rosji, w Buriacji, w rejonie bauntowskim. W 2010 liczyło 307 mieszkańców.